# Gyroskopisches Übungsgerät

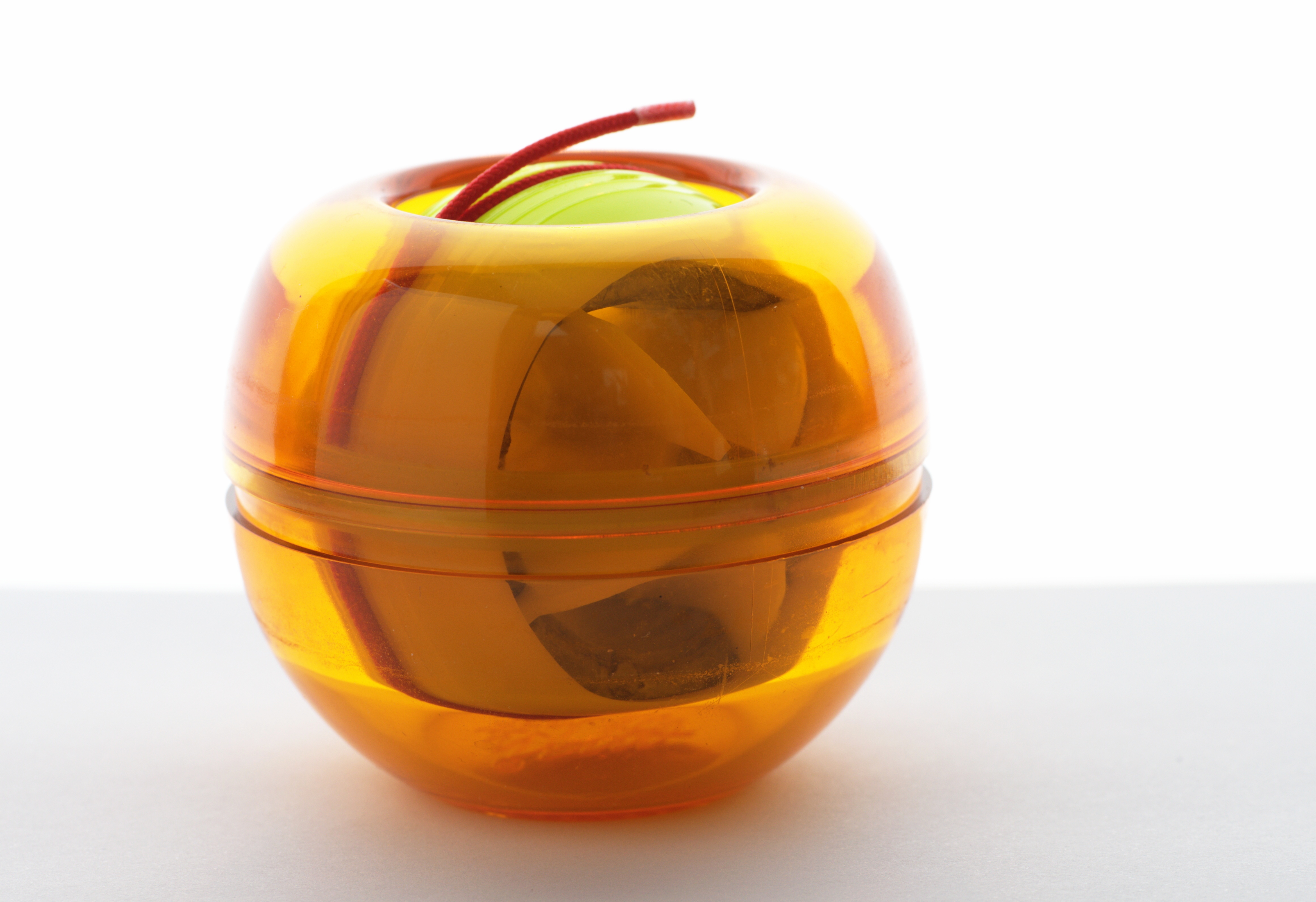
Gyrotwister in Orange. Der schwarze Gummiring um den „Äquator“, der die Griffigkeit erhöht, fehlt.

Das gyroskopische Übungsgerät ist ein tennisballgroßes Spielzeug oder Trainingsgerät, das im Deutschen auch als Handkreisel bezeichnet wird. Es wird unter verschiedenen Markennamen wie beispielsweise Dynabee, Powerball, GyroTwister, NSD Spinner, NSD Power, RollerBall, Bushido Ball, RotaDyn, Spin Ball, Timmi Ball, Twister Maxx oder Gyro Exerciser angeboten. Das Gerät besteht aus einem kugelförmigen Gehäuse mit einem zirka 200 g schweren Schwungrad darin. Die Achse des Schwungrads ist in einer Nut gelagert, die auf der Innenseite der Gehäusewand einmal rundherum führt. Hat man das Schwungrad durch eine Öffnung im Gehäuse in Rotation versetzt, lässt diese sich durch Kreiselkräfte weiter beschleunigen, aber auch abbremsen, indem die Nut durch kreisende Handbewegungen leicht herumgeschwenkt wird. Die Drehzahl kann dabei bis zu ca. 16.000/min erreichen. Dabei läuft die Achse in der Nut um. Die mit der Drehzahl anwachsenden Kreiselkräfte setzen den Handbewegungen einen beachtlichen Widerstand entgegen, daher kommt das Gerät in verschiedenen Sportarten (zum Beispiel im Tennis, Tischtennis und Klettern) als Trainingsgerät zur Kräftigung des Handgelenks und der Unterarmmuskulatur zum Einsatz.
Das Gerät wurde 1973 erstmals patentiert und später unter dem Namen Dyna Bee vermarktet.

## Funktionsweise
Das Funktionsprinzip beruht darauf, dass man bei einem rotierenden Kreisel eine Präzession auslöst, die sich durch die Bauweise des Geräts in eine Beschleunigung der Kreiselrotation umsetzt.
Zum Erzeugen der anfänglich nötigen Rotation des Kreisels wird um eine Rille im Schwungrad eine Schnur herumgewickelt und schnell abgezogen. Geübte schaffen es auch mit einem Daumenschnipser oder durch Anschieben auf der Tischplatte.

Schnittzeichnung des gyroskopischen Übungsgerätes. An den Pfeilen werden die Enden der Achse so an gegenüberliegende Wände der Nut gedrückt, dass sie an ihnen entlang rollen.

Das Herumschwenken des Gerätes bedeutet dann, dass die Nut ständig ihre Orientierung im Raum ändert, sie „eiert“ wie ein schief befestigtes Rad. Da die Kreiselachse in der Nut bleiben und damit ebenfalls ihre Richtung ändern muss, entsteht bei dem Schwungrad ein Drehmoment, das bei einem freien Kreisel Präzession, also die typische Ausweichbewegung bewirken würde. Die Präzessionsbewegung steht senkrecht zur Änderung der Achsenrichtung und hat daher im Allgemeinen eine Komponente parallel zur Ebene der Nut und eine senkrecht dazu. Die parallele Komponente allein lässt die Kreiselachse frei entlang der Nut umlaufen. Die senkrechte Komponente bewirkt aber, dass die Enden der Kreiselachse in der Nut nicht reibungsfrei gleiten können, weil sie gegen die Wände gedrückt werden, ein Ende an die obere Wand, das andere an die untere. Durch die Rotation des Schwungrads rollt somit ein Ende der Achse in der Nut nach vorne, das andere nach hinten – es entsteht eine Bewegung der Achse wie bei der Präzessionsbewegung parallel zur Ebene der Nut. Bei geeigneter zeitlicher Abstimmung zwischen der kreisenden Handbewegung und der momentanen Lage der Achse verstärkt diese von der Rotation und der Präzession der Kreiselachse verursachte Rollbewegung die Rotationsgeschwindigkeit. Anderenfalls wird die Rotationsgeschwindigkeit des Kreisels abgebremst. Der Unterschied wird bei der Bewegung der Hand deutlich spürbar, indem man im ersten Fall gegen das Drehmoment der präzedierenden Kreiselachse Arbeit leistet, ihm im anderen Fall aber nachgibt.
Die Haftreibung in der Nut und das Rollen der Achsenden sind für die Funktion des Gerätes essentiell, da sich dem Kreisel sonst keine Energie zuführen lässt. Ein Gerät mit reibungsfrei gelagerten, z. B. geölten Achsen kann deshalb nicht funktionieren. Auch wenn beim Beschleunigen nicht behutsam vorgegangen wird, beginnt die Kreiselachse in der Nut zu rutschen, so dass die Gleitreibung den Kreisel abbremst. Besonders bei niedrigen Drehzahlen braucht der Trainierende dafür einige Übung.
Auch der Durchmesser der Achsenden spielt eine entscheidende Rolle für die Drehmomentübertragung von der Nut auf die Kreiselachse. Wäre die Achse zu dünn, würde die Präzessionsbewegung des Kreisels die Rollgeschwindigkeit der Achsenden in der Nut überholen und der Kreisel würde abgebremst, oder es würde kein genügender Anpressdruck der Achsenden in der Nut erzeugt. Wäre die Achse zu dick, würde die Rollgeschwindigkeit der Achsenden die Präzessionsbewegung überholen und die Achsenden würden beginnen durchzurutschen, oder die zur Beschleunigung notwendigen kreisenden Handbewegungen würden zu groß werden, um vom Handgelenk noch ausgeführt werden zu können.

## Nutzung und Wirkung

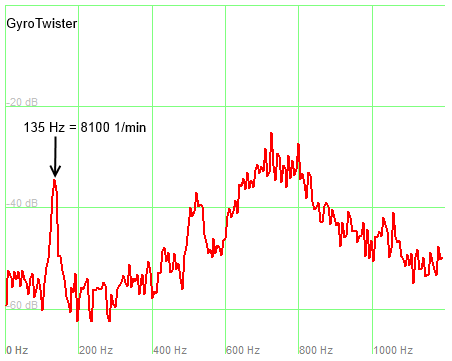
Anhand des Klangspektrums des rotierenden Schwungrads kann die Drehzahl bestimmt werden. Der Brummton des Geräts hatte bei der Tonaufnahme eine Frequenz von 135 Hz, was einer Umdrehungsfrequenz von 135/s beziehungsweise 8100/min entspricht. (Es gibt Software, die diese Drehzahl akustisch ermitteln kann.)

Trotz geringen Eigengewichts können bei Drehzahlen von 10.000/min erhebliche Kräfte von mehr als 150 N auftreten. Bei zu intensiver oder zu schnell gesteigerter Anwendung kann es zu Überlastungen an Händen oder Gelenken kommen.
Durch unterschiedliches Greifen und Bewegen, lässt sich die Belastung der Hand- und Armmuskeln variieren. So kann die Öffnung beispielsweise entweder mit Daumen und Zeigefinger oder mit den Fingerkuppen umfasst werden. Schwieriger ist es, lediglich den Äquator mit den Fingerkuppen zu greifen. Die Schwenkbewegung kann allein vom Handgelenk oder mit Unterstützung des Unterarms erfolgen. Zudem ist jederzeit auch bei hoher Drehzahl ein Wechsel des Drehsinns der Schwenkbewegung des Nutzers möglich.

## Varianten
Nach dem Erfolg des ursprünglichen Modells Dynabee und dem Auslaufen der ersten Patente kamen verschiedene Nachbildungen mit anderen Namen auf den Markt. Es wurden Modelle entwickelt, die über einen eingebauten Generator innen angebrachte LEDs je nach Drehzahl unterschiedlich hell oder in verschiedenen Farben aufleuchten lassen. Auch gibt es Handkreisel mit einem elektronischen Umdrehungszähler / Drehzahlmesser auf der Unterseite, der die Drehzahl akustisch misst. Ein Modell zeigt die erreichte Höchstdrehzahl mittels LEDs und Stroboskopeffekt an. Verschiedene Hersteller stellen Metall-Handkreisel mit Aluminiumgehäuse und Stahl- oder Aluminiumrotor her.
Einige Modelle haben einen Federmechanismus zum einfacheren Starten der Rotation, und es gibt eine „Docking Station“ namens PowerDock, die den Handkreisel batteriebetrieben über ein Reibrad in Gang bringt.
In Deutschland sind vor allem die Modelle der Marken GyroTwister und Powerball bekannt.

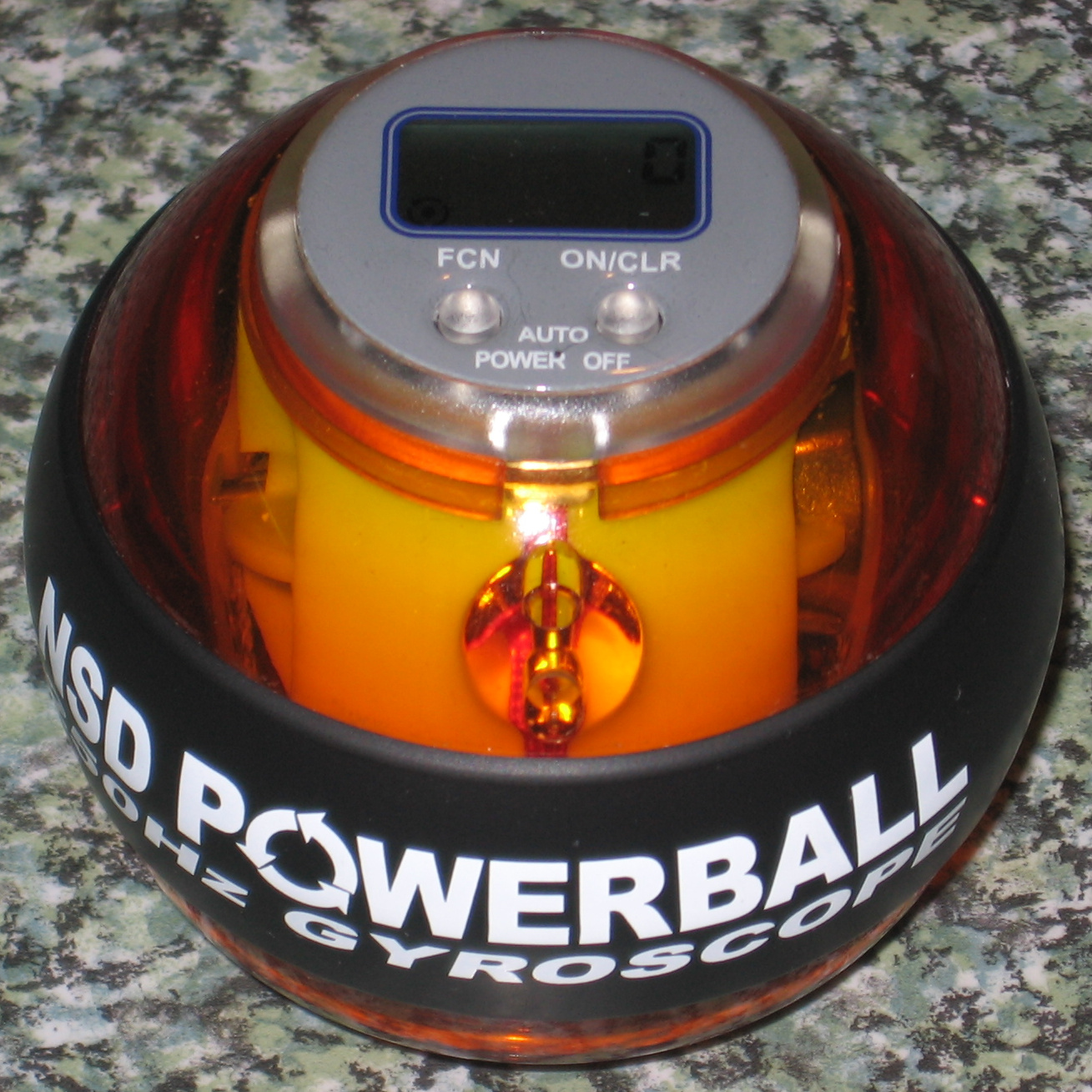
Handkreisel mit Umdrehungszähler / Drehzahlmesser
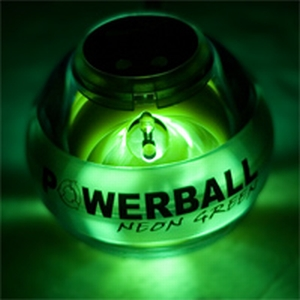
Handkreisel mit Generator und LED
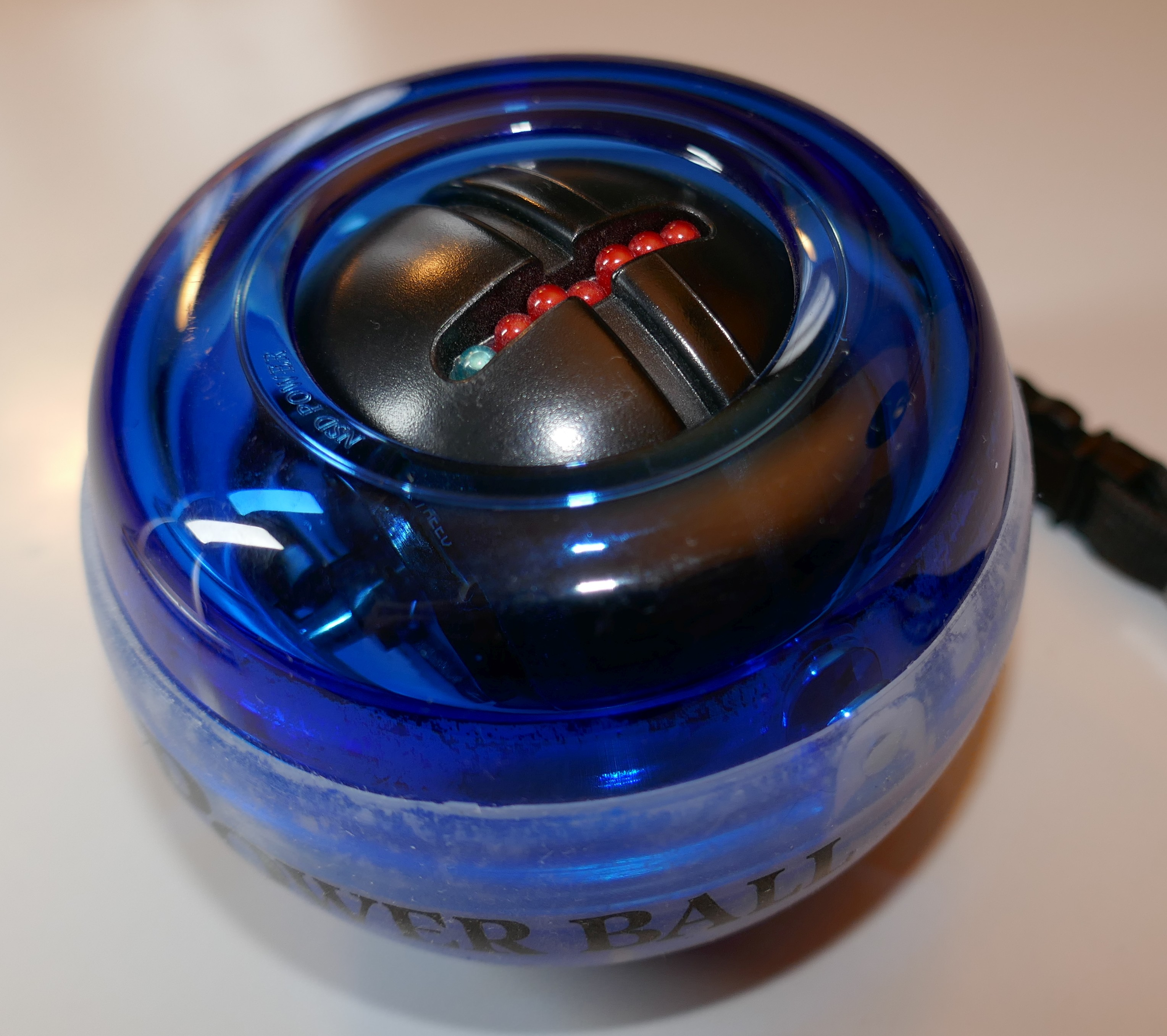
Powerball mit LED-Zeile für stroboskopische Drehzahlanzeige
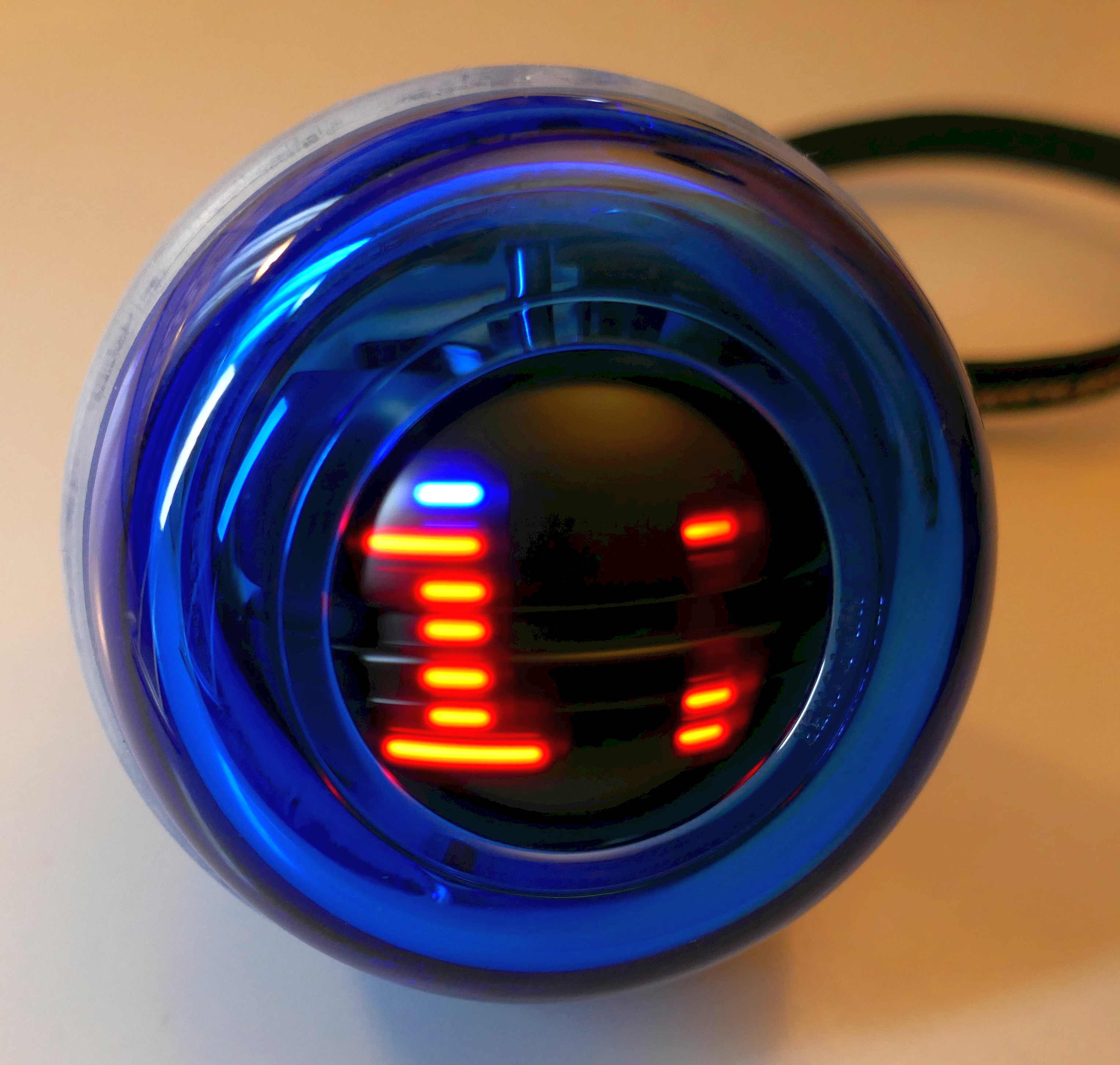
Powerball mit stroboskopischer Drehzahlanzeige, die Laufschrift zeigt gerade die Ziffern 1 und einen Teil der 2
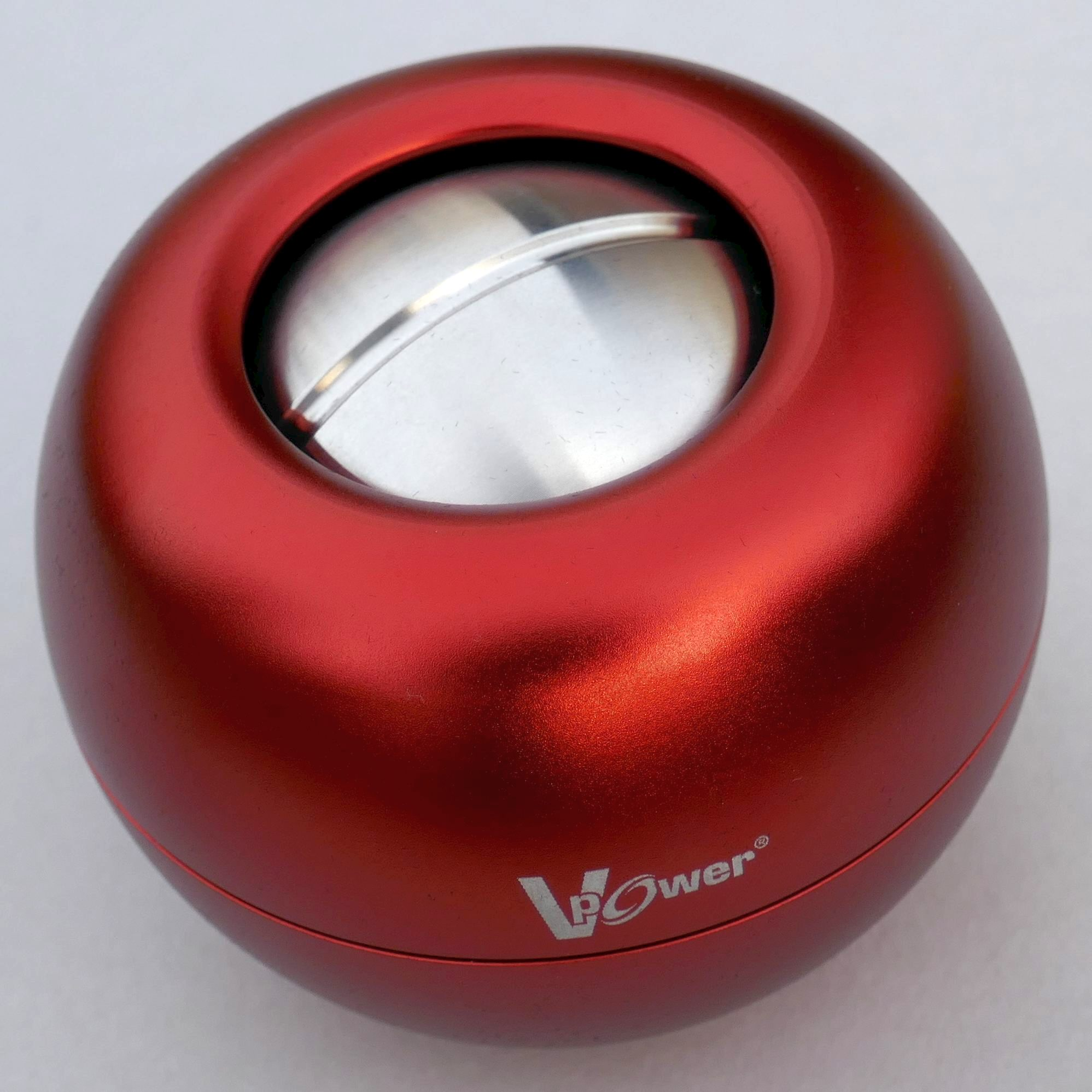
Metall-Handkreisel mit Aluminiumgehäuse und Edelstahlrotor